# Botho-Wendt zu Eulenburg

Botho-Wendt zu Eulenburg

Karl Ludwig Arthur Botho-Wendt Graf zu Eulenburg (* 27. März 1883 in Gallingen, Kreis Friedland; † März 1945 südlich von Moskau) war ein deutscher Gutsbesitzer und Politiker (DNVP).

## Leben und Wirken

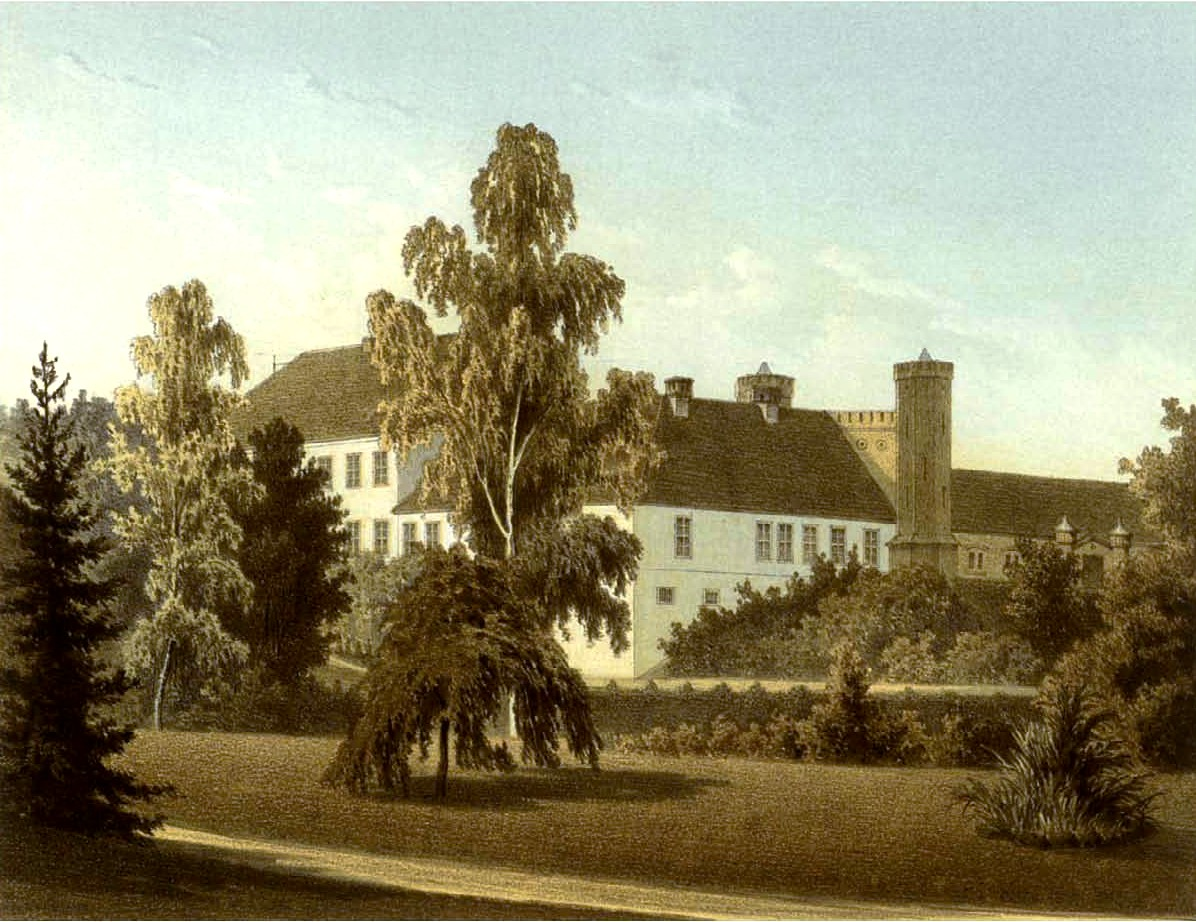
Rittergut Gallingen um 1860 (Sammlung Duncker)

Eulenburg entstammte dem alten ostpreußischen Adelsgeschlecht der Eulenburgs. Er besuchte das Gymnasium Friedrichskollegium in Königsberg in Preußen. Danach studierte er Rechtswissenschaften an den Universitäten Lausanne, Heidelberg (Mitglied des Corps Saxo-Borussia) und Königsberg und Landwirtschaft an der Universität Berlin. 1912 übernahm Eulenburg die Bewirtschaftung des Rittergutes seiner Familie, eines Fideikommissanwesens in Gallingen.
Von 1914 bis 1918 nahm Eulenburg als Oberleutnant der Reserve, ab 1915 als Rittmeister der Reserve beim 2. Garde-Ulanen-Regiment, später als Eskadronführer beim Husaren-Regiment Nr. 16 am Ersten Weltkrieg teil. Im Laufe des Krieges wurde Eulenburg mit dem Ritterkreuz des Hohenzollernschen Hausordens mit Schwertern und dem Eisernen Kreuz beider Klassen ausgezeichnet. 1919 wurde er Detachementsführer in der Baltischen Landeswehr.
1919/1920 war er an den Vorbereitungen zum Kapp-Lüttwitz-Putsch beteiligt.
Nach dem Krieg trat Eulenburg in die Deutschnationale Volkspartei (DNVP) ein. Der Historiker Horst Bartel nennt Eulenburg bei seiner Analyse der Partei ausdrücklich als einen jener „Junker und Großgrundbesitzer“, die „maßgeblichen Einfluss“ in der Partei besessen hätten. Für die DNVP gehörte Eulenburg von 1924 bis 1930 dem Reichstag an. Im Parlament fiel Eulenburg als einer der prominentesten Verfechter der Dolchstoßlegende und als Vertreter der Interessen der Reichsmarine auf. Als Anhänger des Hugenberg-Flügels plädierte Eulenburg im parteiinternen Richtungsstreit des Jahres 1928, als es darum ging, ob man die Regierung unterstützen oder sich in Fundamentopposition zu dieser stellen sollte, dafür, die zuletzt genannte Option zu wählen. Daneben war er seit 1919 Kreistagsabgeordneter des ostpreußischen Kreises Friedland.
1931 kehrte sich Eulenburg von der DNVP ab und schloss sich der NSDAP an. Eulenburg war seit 1936 verheiratet und hatte eine Tochter. Zum Ende des Zweiten Weltkrieges blieb er auf seinem Gut, obwohl er die Genehmigung zum Trekken Richtung Westen hatte. Er wurde zusammen mit seiner Familie nach Sibirien deportiert und starb im März 1945. Seine Frau und Tochter kamen später nach entsetzlichen schweren Erlebnissen in die Bundesrepublik.